# بوشيني منفي
بوشيني منفي (الاسم العلمي: Puccinia exilis) هو نوع من الفطريات يتبع جنس البوشيني من فصيلة البوشينية.